# Gul ciklid
Gul ciklid, även kallad indisk ciklid och tomatciklid (Etroplus maculatus) är en fiskart som först beskrevs av Bloch, 1795.  Gul ciklid ingår i släktet Etroplus, och familjen Cichlidae. IUCN kategoriserar arten globalt som livskraftig. Inga underarter finns listade i Catalogue of Life.